# Hymenocallis tubiflora
El lirio hermoso de Venezuela (Hymenocallis tubiflora) es una especie de planta bulbosa geófita perteneciente a  la familia de las amarilidáceas. Se distribuye desde Trinidad y Tobago hasta el norte de Brasil.

## Taxonomía
Hymenocallis tubiflora fue descrita por  Salisb. y publicado en Transactions of the Horticultural Society of London 1: 341, en el año 1812.
Etimología
Hymenocallis: nombre genérico que proviene del griego y significa "membrana hermosa", aludiendo a la corona estaminal que caracteriza al género.
tubiflora: epíteto latino que significa "con flor tubular".
Sinonimia
- Pancratium tubiflorum (Salisb.) Schult. et Schult.f. in J.J.Roemer et J.A.Schultes, Syst. Veg. 7: 923 (1830).
- Pancratium tubulosum Willd. ex B.D.Jacks., Index Kew. 2: 407 (1894), nom. illeg.
- Pancratium undulatum Kunth in F.W.H.von Humboldt, A.J.A.Bonpland & C.S.Kunth, Nov. Gen. Sp. 1: 280 (1816).
- Pancratium guianense Ker Gawl., Bot. Reg. 4: t. 265 (1818).
- Hymenocallis guianensis (Ker Gawl.) Herb., Appendix: 44 (1821).
- Hymenocallis undulata (Kunth) Herb., Appendix: 44 (1821).
- Pancratium petiolatum Willd. ex Schult. et Schult.f. in J.J.Roemer & J.A.Schultes, Syst. Veg. 7: 912 (1830).
- Hymenocallis petiolata (Willd. ex Schult. et Schult.f.) M.Roem., Fam. Nat. Syn. Monogr. 4: 168 (1847).
- Pancratium triphyllum Willd. ex M.Roem., Fam. Nat. Syn. Monogr. 4: 169 (1847).
- Pancratium boschianum Walp., Ann. Bot. Syst. 1: 835 (1849).
- Hymenocallis boschiana (Walp.) Kunth, Enum. Pl. 5: 854 (1850).
- Hymenocallis moritziana Kunth, Enum. Pl. 5: 668 (1850).
- Pancratium moritzianum (Kunth) Steyerm., Fieldiana, Bot. 28(1): 157 (1951).[5]